# Kim Da-mi
Kim Da-mi (* 9. April 1995) ist eine südkoreanische Schauspielerin.

## Leben
Kim Da-mi ging seit der Oberschule zum Schauspielunterricht. Während ihrer Zeit am Incheon National University College of Performing Arts sammelte sie Schauspielerfahrung im Theater und in Kurzfilmen. 2017 erhielt sie ihren Abschluss von der Universität und hatte eine kleine Rolle in dem Film Marionette (2017). Kurz darauf kam ihr Durchbruch. Sie erhielt die Hauptrolle in Park Hoon-jungs Actionfilm The Witch: Subversion (2018). Sie setzte sich beim Vorsprechen gegen 1500 Kandidatinnen durch. Für ihre Leistung in dem Film erhielt sie viel Zuspruch und zahlreiche Preise, darunter den prestigeträchtigen Daejong-Filmpreis und den Blue Dragon Award. 2020 erreichte sie auch weitere Bekanntheit als Hauptdarstellerin in der Webtoon-Adaption Itaewon Class.

## Filmografie

### Filme
- 2017: 2017 Dongmyeongiin Project (2017 동명이인 프로젝트, Independentfilm)
- 2017: Marionette (나를 기억해 NaNareul Gieokae)
- 2018: The Witch: Subversion (마녀 Manyeo)

### Fernsehserien
- 2020: Itaewon Class (이태원 클라쓰 Itaewon Class)
- 2021: Our Beloved Summer (그 해 우리는 Geu Hae Urineun)
- 2025: Nine Puzzles (나인 퍼즐 Nain Peojeul)

## Auszeichnungen
Fantasia International Film Festival 2018
- Auszeichnung des Cheval Noir Award als Beste Schauspielerin für The Witch: Subversion

Buil Film Awards 2018
- Auszeichnung in der Kategorie Beste neue Schauspielerin für The Witch: Subversion

Marie Claire Asia Star Awards 2018
- Auszeichnung in der Kategorie Beste neue Schauspielerin für The Witch: Subversion

Daejong-Filmpreis 2018
- Auszeichnung in der Kategorie Beste neue Schauspielerin für The Witch: Subversion

London Asian Film Festival 2018
- Auszeichnung in der Kategorie Aufstrebender Stern für The Witch: Subversion

Blue Dragon Awards 2018
- Auszeichnung in der Kategorie Beste neue Schauspielerin für The Witch: Subversion

Director’s Cut Awards 2018
- Auszeichnung in der Kategorie Beste neue Schauspielerin für The Witch: Subversion

KOFRA Film Awards 2019
- Auszeichnung in der Kategorie Beste neue Schauspielerin für The Witch: Subversion